# Erik Acharius
Erik Acharius (Gävle, 10 de outubro de 1757 — Vadstena, 14 de agosto de 1819) foi um botânico e médico sueco, pioneiro na taxonomia dos líquenes. É reconhecido como o "pai da liquenologia".

## Biografia
Nasceu na localidade de Gävle. Matriculou-se na Universidade de Uppsala em 1773, tendo sido um dos últimos alunos de Carl von Linné. Defendeu, em 1776, a tese Planta aphyteja, a última dissertação presidida por Linné.
Devido a problemas financeiros, porém com grandes dotes artísticos, Acharius trabalhou para a Academia Real das Ciências da Suécia, em Estocolmo, como ilustrador de objetos em 1778, e completou seus estudos médicos na Universidade de Lund, em 1782. Tornou-se médico-chefe de Vadstena em 1785, depois no distrito da Gotalândia Oriental em 1789, diretor do novo hospital de Vadstena ( que ajudou a fundar) em 1795 e professor titular em 1803.
Seu destino mais importante foi como médico da província de Vadstena, onde permaneceu por toda a sua vida. Se casou e teve dez filhos. Em 1809, foi homenageado com a ordem de Wasa. Acharius trabalhou muito para melhorar o nível sanitário, estando especialmente interessado no tratamento das doenças sexualmente transmissíveis.
Apesar de bom médico, Acharius ficou mais conhecido pelo estudo dos líquens, talvez inspirado por Linné que agrupou os poucos espécimes que conhecia no gênero Lichen. Provavelmente também foi incentivado para o estudo dos liquens por seu amigo Olof Swartz.
Acharius reclassificou o gênero Lichen em 40 gêneros e descreveu uns 60 tipos de Taxa de Criptogramas. Isto lhe mereceu muitas críticas dos botânicos, porém com o tempo ficou demonstrado que seus trabalhos estavam corretos e eram de grande valor. Seus quatro livros são considerados as pedras fundamentais da liquenologia.
Acharius pertenceu a uma jovem geração de botânicos suecos que continuaram a obra de Linné. Começou a classificar os líquens e publicou vários trabalhos sobre este tema: Lichenographiae Suecia prodromus (1798), Methodus lichenum (1803), Lichenographia universalis (1810), Synopsis methodica lichenum (1814), além de numerosos artigos mais curtos em diversas revistas científicas.
Reuniu um herbário muito completo , que encontra-se atualmente distribuídos em vários museus: Museu de História Natural da Finlândia em Helsinki, Museu Botânico de Uppsala, Museu de História Natural da Suécia e no Museu Botânico de Lund. Seus manuscritos estão conservados na Biblioteca da Universidade de Uppsala.
Foi membro da Sociedade Real Fisiográfica de Lund em 1795, da Academia Real das Ciências da Suécia em 1796, da Sociedade Linneana de Londres em 1801 e da Sociedade Real das Ciências de Uppsala em 1810.
O género Acharia, e algumas espécies de plantas como Rosa acharii e Conferva acharii, e ainda um insecto, Tortrix achariana, tomaram o seu nome.

## Obras

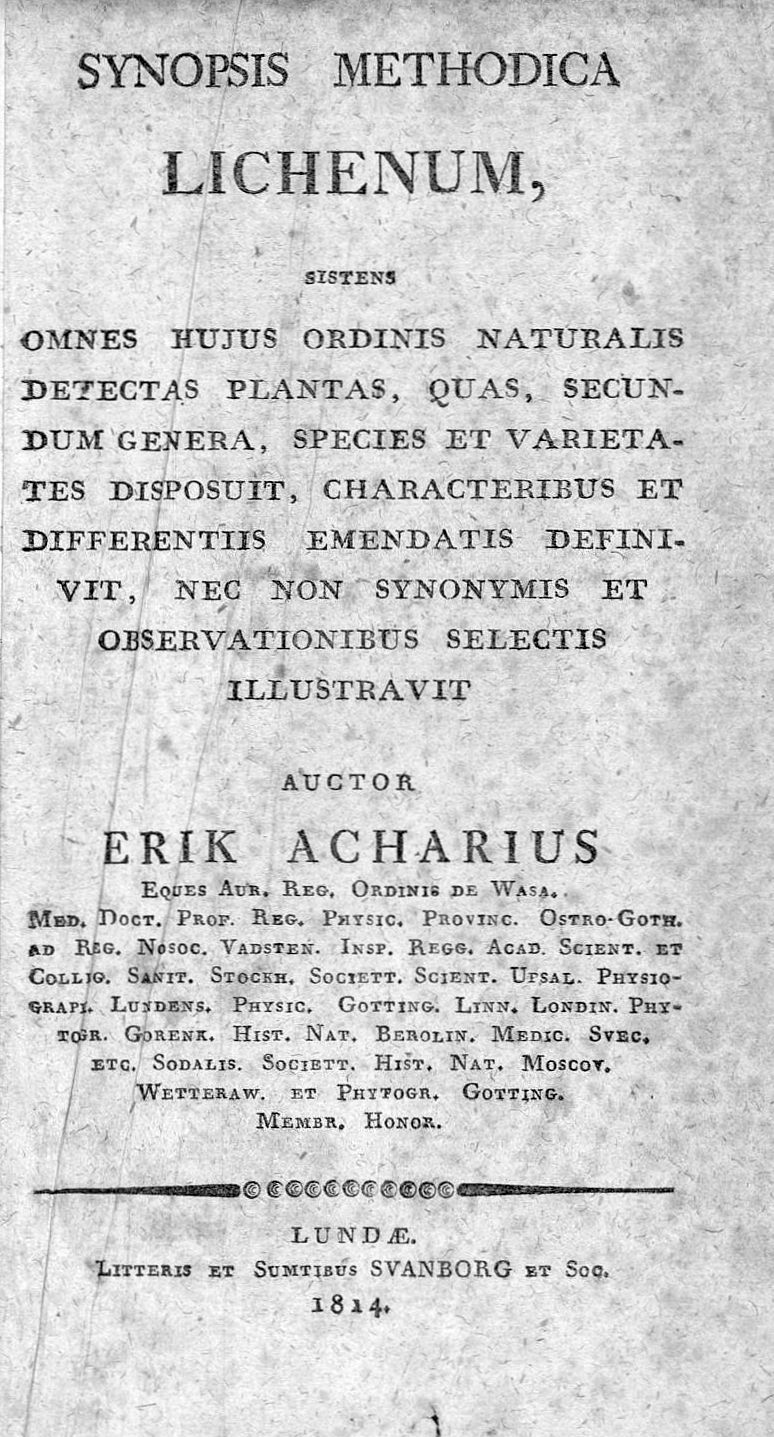
Synopsis methodica lichenum, 1814

- "Lichenographiae Suecicae Prodromus", Linköping, (1798).
- "Methodus qua omnes detectos lichenes ad genera redigere tentavit", Estocolmo, (1803). Hamburgo, (1805).
- "Lichenografia universalis", Göttingen, (1810).
- "Synopsis Methodica Lichenum, sistens omnes hujus ordinis naturalis. . . .", Lund, (1814).